# Citroën C3
Citroën C3 este o mașină supermini (segmentul B) produsă de Citroën din aprilie 2002. A înlocuit Citroën Saxo în gama de modele și se află în prezent la a treia generație. Modelul de a treia generație și-a făcut apariția în iunie 2016 și a intrat în vânzare în ianuarie 2017.
Este produs ca un hatchback cu cinci uși, prima generație fiind disponibilă și într-o versiune decapotabilă cu două uși, numită C3 Pluriel. Un hatchback cu trei uși, cu un design similar cu cea de a doua generație, comercializat ca un model premium, a fost disponibil ca și DS3.
O versiune mini MPV a lui C3 a fost anunțată în iulie 2008, numită C3 Picasso și a fost dezvăluită la Salonul Auto de la Paris din 2008. În America de Sud, o versiune mini SUV, numită C3 Aircross, a fost produsă și comercializată la nivel local. În octombrie 2014, Citroën C3 a fost premiat drept cea mai eficientă mașină mică, împreună cu modelul mai premium DS 3.
În septembrie 2021, a fost introdus un model separat cu numele C3 pentru piețele din India și America de Sud, purtând numele de cod intern CC21. În timpul introducerii sale, CEO-ul Citroën Vincent Cobée a menționat că „C3” este denumirea comercială pentru toate hatchback-urile Citroën din segmentul B din întreaga lume.

## Prima generație (FC/FN; 2002)
Prima generație de C3 s-a produs între anii 2002 și 2009 la Uzina PSA din Aulnay-sous-Bois, Citroen C3 este succesorul modelului Saxo. Prima generație C3 era disponibilă doar în versiunea cu 5 uși, fiind complementară modelului C2, cu 3 uși, în timp ce Saxo a fost disponibil în ambele configurații. Modelul este în concurență cu Peugeot 206 si Renault Clio II și se plasează constant pe poziția a treia în ce privește vânzările de autovehicule citadine în Franța. În 2009, Citroën reînnoiește modelul dupa producția a 2 250 150 de exemplare în șapte ani (mai mult de 320 000 de unități comercializate în fiecare an).